# Neuroleon (Ganussa) aegaeus
Neuroleon (Ganussa) aegaeus is een insect uit de familie van de mierenleeuwen (Myrmeleontidae), die tot de orde netvleugeligen (Neuroptera) behoort. 
Neuroleon (Ganussa) aegaeus is voor het eerst wetenschappelijk beschreven door Willmann in 1977.